# Ordem Executiva 13986
A Ordem Executiva 13986, oficialmente intitulada Garantindo uma Enumeração e Distribuição Legítima e Precisa Conforme o Censo Decenal, é a segunda ordem executiva assinada pelo presidente dos Estados Unidos, Joe Biden, em 20 de janeiro de 2021. A ordem reverte a Ordem Executiva 13880 e outras políticas da administração Trump que haviam excluído não cidadãos da contagem do censo para o censo de 2020. A Ordem Executiva 13986 exige que os não cidadãos sejam contados no censo de 2020, tanto para fins de enumeração quanto para determinar a distribuição de assentos no Congresso.

## Disposições
A ordem é para descontinuar as tabulações de cidadania no nível de quarteirão da cidade usando dados do censo de 2020 com registros administrativos.

## Efeitos
Não cidadãos, sejam legais ou ilegais, não devem ser excluídos dos números de pessoas usados para a distribuição de assentos congressionais entre os estados.